# 岬鷺宮
岬 鷺宮（みさき さぎのみや、男性、1984年 -）は、日本のライトノベル作家。静岡県浜松市出身、東京都在住。

## 経歴
2012年、第19回電撃小説大賞にて、投稿作「失恋探偵ももせ」が《電撃文庫MAGAZINE賞》を受賞。同作が『電撃文庫MAGAZINE』に連載され、作家デビューする。以後、同社レーベルにて活動。
2021年2月20日、自作品でのキャラクターの感情描写に大きく力を入れ、悩み過ぎた事から、精神的に生活に支障が出るとして、作家活動の無期限休止を発表。
2021年6月10日、作家活動の再開を発表。

## 人物
好きな小説作品として、太宰治「女生徒」、夢野久作「少女地獄」を挙げている。
声優の上田麗奈のファンであり、『日和ちゃんのお願いは絶対』の書籍PVのナレーション・CVを決める時には、即答で名前を挙げたという。
高橋しんによる漫画作品『最終兵器彼女』の衝撃的な結末に感動し、「どうすればこのヒロインを幸せにできるだろう」という思いがあったという。また同時期に長年続けたバンド活動をやめ、創作を表現する場を失っていたことから、何か創作をしたいという思いや先述のヒロインを何とかしたいという思いもあり、自身で小説を書きたいと思うようになったという。

## 作品リスト

### 書籍

#### 失恋探偵ももせ
- 失恋探偵ももせ（電撃文庫、2013年4月）
- 失恋探偵ももせ2（電撃文庫、2013年8月）
- 失恋探偵ももせ3（電撃文庫、2013年11月）

電子特別版
電子書籍のみで販売。書籍版には収録されていなかった雑誌掲載短編が各巻1篇追加収録されている。
- 失恋探偵ももせ【電子特別版】（電撃文庫【電子書籍】、2013年8月）
  - 短編「失恋探偵ももせ 散開と再生 (Stereophonic)」を追加
- 失恋探偵ももせ2【電子特別版】（電撃文庫【電子書籍】、2013年9月）
  - 短編「失恋探偵ももせ 東雲女子高校事件 (Unreliable narrator)」を追加
- 失恋探偵ももせ3【電子特別版】（電撃文庫【電子書籍】、2014年1月）
  - 短編「失恋探偵ももせ カーテンコール／星に願いを (When You Wish upon a Star)」を追加

#### 魔導書作家になろう!
- 魔導書作家になろう! >ではダンジョンへ取材に行きますか?(はい/いいえ)（電撃文庫、2015年10月）
- 魔導書作家になろう!2 >ならば魔王の誘いに乗っちゃいますか?(はい/いいえ)（電撃文庫、2016年1月）
- 魔導書作家になろう!3 >それでもみんなで世界を救いますか?(はい/いいえ)（電撃文庫、2016年3月）

#### 陰キャになりたい陽乃森さん
- 陰キャになりたい陽乃森さん Step1（電撃文庫、2017年10月）
- 陰キャになりたい陽乃森さん Step2（電撃文庫、2018年1月）

#### 三角の距離は限りないゼロ
- 三角の距離は限りないゼロ（電撃文庫、2018年5月）
- 三角の距離は限りないゼロ2（電撃文庫、2018年11月）
- 三角の距離は限りないゼロ3（電撃文庫、2019年5月）
- 三角の距離は限りないゼロ4（電撃文庫、2019年11月）
- 三角の距離は限りないゼロ5（電撃文庫、2020年5月）
- 三角の距離は限りないゼロ6（電撃文庫、2020年11月）
- 三角の距離は限りないゼロ7（電撃文庫、2021年8月）
- 三角の距離は限りないゼロ8（電撃文庫、2022年8月）
- 三角の距離は限りないゼロ9 After Story（電撃文庫、2023年4月）

#### 日和ちゃんのお願いは絶対
- 日和ちゃんのお願いは絶対（電撃文庫、2020年5月）
- 日和ちゃんのお願いは絶対2（電撃文庫、2020年11月）
- 日和ちゃんのお願いは絶対3（電撃文庫、2021年7月）
- 日和ちゃんのお願いは絶対4（電撃文庫、2021年11月）
- 日和ちゃんのお願いは絶対5（電撃文庫、2022年3月）

#### 恋は夜空をわたって
- 恋は夜空をわたって（電撃文庫、2021年12月）
- 恋は夜空をわたって2（電撃文庫、2022年10月）

#### あした、裸足でこい。
- あした、裸足でこい。（電撃文庫、2022年9月）
- あした、裸足でこい。2（電撃文庫、2022年12月）
- あした、裸足でこい。3（電撃文庫、2023年7月）
- あした、裸足でこい。4（電撃文庫、2023年12月）
- あした、裸足でこい。5（電撃文庫、2024年4月）

#### 午後4時。透明、ときどき声優
- 午後4時。透明、ときどき声優1（MF文庫J、2023年6月）
- 午後4時。透明、ときどき声優2（MF文庫J、2023年8月）

#### その他
- 大正空想魔術夜話 墜落乙女ジヱノサヰド（電撃文庫、2014年4月）
- 失恋探偵の調査ノート 〜放課後の探偵と迷える見習い助手〜（メディアワークス文庫、2014年12月）
- 放送中です! にしおぎ街角ラジオ (メディアワークス文庫、2015年5月）
- 踊り場姫コンチェルト（メディアワークス文庫、2016年7月）
- 読者（ぼく）と主人公（かのじょ）と二人のこれから（電撃文庫、2017年4月）
- 僕らが明日に踏み出す方法（メディアワークス文庫、2017年7月）
- 空の青さを知る人よ Alternative Melodies（原作：超平和バスターズ、電撃文庫、2019年10月）
- みみみみ -神手洗澪には未来が視える-（MF文庫J、2024年9月）
- ふれる。 Spin-off Wanna t(ouch) you（原作：映画「ふれる。」、電撃文庫、2024年10月）

### 雑誌掲載短編
- 「その瞬間へ (prologue's prologue)」（『電撃文庫MAGAZINE』2013年5月号 掲載）
- 「失恋探偵ももせ 夏の終わりの日 (Laterality)」（『電撃文庫MAGAZINE』2013年5月号 掲載）
- 「失恋探偵ももせ 散開と再生 (Stereophonic)」（『電撃文庫MAGAZINE』2013年7月号 掲載）
- 「失恋探偵ももせ 東雲女子高校事件 (Unreliable narrator)」（『電撃文庫MAGAZINE』2013年9月号 掲載）
- 「失恋探偵ももせ 初恋 (strawberry feels forever)」（『電撃文庫MAGAZINE』2013年11月号 掲載）
- 「失恋探偵ももせ カーテンコール/星に願いを (When You Wish upon a Star)」（『電撃文庫MAGAZINE』2014年1月号 掲載）
- 「墜落乙女ジヱノサヰド / 墜落前夜」（『電撃文庫MAGAZINE』2014年5月号 掲載）
- 「召喚師は何回俺を異世界に呼べば気が済むの？」（『電撃PlayStation』2014年10/18増刊号 掲載）
- 「千代田百瀬の十年と一日の始まり」（『電撃文庫MAGAZINE』2015年2月号 掲載）
- 「魔導書作家になろう! >先輩作家の穴を埋めろ! 攻撃力倍加魔術!」（『電撃文庫MAGAZINE』2015年11月号 掲載）
- 「三角の距離は限りないゼロ 6月のLとR」 （『電撃文庫MAGAZINE』2019年1月号 掲載）
- 「三角の距離は限りないゼロ 時子、脚本を書く」 （『電撃文庫MAGAZINE』2019年3月号 掲載）
- 「三角の距離は限りないゼロ フォロミー♡フォロミー」（『電撃文庫MAGAZINE』2019年8月号 掲載）

### Web掲載短編
- 「読者（わたし）と主人公（かれ）と二人のこのごろ（読者と主人公と二人のこれから・後日譚）」（カクヨム 2018年5月13日掲載）
- 「正しい三角の始め方（三角の距離は限りないゼロ・前日譚）」（カクヨム 2018年5月13日掲載）
- 「熱中症――三角の距離は限りないゼロ2.5〈1〉」（カクヨム 2018年7月22日掲載）
- 「二重人格のグルメ――三角の距離は限りないゼロ2.5〈2〉」（カクヨム 2018年7月29日掲載)
- 「ボーイズ・オン・プールサイド――三角の距離は限りないゼロ2.5〈3〉」（カクヨム 2018年8月5日掲載）
- 「シェイプアップ！ガールズ――三角の距離は限りないゼロ2.5〈4〉」（カクヨム 2018年8月12日掲載）
- 「須藤の空、読書感想文の夏――三角の距離は限りないゼロ2.5〈5〉」（カクヨム 2018年8月19日掲載）
- 「読者と主人公と作家と編集と教師の一晩――三角の距離は限りないゼロ2.5〈6〉」（カクヨム 2018年8月26日掲載）
- 「夏の終わりの日――三角の距離は限りないゼロ2.5〈7〉」（カクヨム 2018年9月2日掲載）
- 「告白の練習」（カクヨム 2018年11月24日掲載)
- 「時子、脚本を書く（三角の距離は限りないゼロ3番外編）」（カクヨム 2019年5月12日掲載）

### コミカライズ
- 三角の距離は限りないゼロ（漫画：森野カスミ、『月刊コミックアライブ』2019年6月号 - 2020年11月27日 ）
- 日和ちゃんのお願いは絶対（漫画：有馬ツカサ、『月刊ビッグガンガン』2020 Vol.10 - 2022年Vol.2）
- あした、裸足でこい。（漫画：犬井あやとり、『コミックフラッパー』2023年9月号 - 2024年11月号、全11話）

### ボイスドラマ
- 恋は夜空をわたって（STUDIO koemee、2021年12月） - 脚本
- 秒速探偵（STUDIO koemee、2022年2月） - 企画原案
- 八日後、君も消えるんだね（STUDIO koemee、2022年4月） - 企画協力
- 恋は夜空をわたって2（STUDIO koemee、2022年5月） - 脚本